# Marcos Antônio
Marcos Antônio Silva Santos (Poções, 13 juni 2000) is een Braziliaans voetballer die doorgaans als centrale middenvelder speelt. Hij verruilde Sjachtar Donetsk in juli 2022 voor SS Lazio.

## Clubcarrière
Marcos Antônio stroomde door vanuit de jeugdopleiding van Paranaense. Dat liet hij in juli 2018 achter zich om te gaan spelen voor Estoril-Praia, op dat moment actief in de Segunda Liga. Na enkele maanden in het tweede elftal debuteerde hij in oktober 2018 in de hoofdmacht. Hiervoor had hij vier keer gespeeld toen Estoril hem in februari 2019 voor 3,5 miljoen euro verkocht aan Sjachtar Donetsk.
Marcos Antônio kwam bij Sjachtar terecht in een team met nog zes andere Brazilianen. Hij debuteerde op 10 maart 2019 in de Premjer Liha, in een met 5–0 gewonnen wedstrijd tegen Karpaty Lviv. Hij speelde in 4,5 jaar 102 wedstrijden voor Sjachtar, waarvan ruim de helft in de basis. In die tijd kwam hij ook voor het eerst uit in zowel de Champions League als de Europa League. Aan zijn laatste seizoen bij Sjachtar kwam voortijdig een einde omdat de competitie werd gestaakt vanwege de Russische invasie van 2022.
Marcos Antônio verruilde Sjachtar Donetsk in juli 2022 voor SS Lazio.

## Clubstatistieken
| Seizoen | Club             | Competitie   | Competitie | Competitie | Beker | Beker | Internationaal | Internationaal | Totaal | Totaal |
| Seizoen | Club             | Competitie   | Wed.       | Dlp.       | Wed.  | Dlp.  | Wed.           | Dlp.           | Wed.   | Dlp.   |
| ------- | ---------------- | ------------ | ---------- | ---------- | ----- | ----- | -------------- | -------------- | ------ | ------ |
| 2018/19 | Estoril-Praia    | Segunda Liga | 3          | 0          | 1     | 0     | —              | —              | 4      | 0      |
| 2018/19 | Sjachtar Donetsk | Premjer Liha | 8          | 0          | 2     | 1     | 0              | 0              | 10     | 1      |
| 2019/20 | Sjachtar Donetsk | Premjer Liha | 21         | 2          | 1     | 0     | 9              | 1              | 31     | 3      |
| 2020/21 | Sjachtar Donetsk | Premjer Liha | 23         | 2          | 1     | 0     | 8              | 0              | 32     | 2      |
| 2021/22 | Sjachtar Donetsk | Premjer Liha | 17         | 1          | 1     | 1     | 9              | 1              | 27     | 3      |
| 2022/23 | SS Lazio         | Serie A      | 16         | 1          | 2     | 0     | 4              | 0              | 22     | 1      |
| Totaal  | Totaal           | Totaal       | 88         | 6          | 8     | 2     | 30             | 2              | 126    | 10     |

Bijgewerkt t/m 16 juli 2023

## Interlandcarrière
Marcos Antônio was basisspeler in het Brazilië –17 dat het Zuid-Amerikaans kampioenschap –17 van 2017 won. Dat was hij ook in alle wedstrijden op het WK –17 van 2017. Daarop werden zijn ploeggenoten en hij derde. Twee jaar later werd hij met Brazilië –20 vijfde op het Zuid-Amerikaans kampioenschap –20 van 2019.

## Erelijst
| Competitie                   | Aantal           | Jaren            |
| Sjachtar Donetsk             | Sjachtar Donetsk | Sjachtar Donetsk |
| ---------------------------- | ---------------- | ---------------- |
| Kampioen Premjer Liha        | 2x               | 2018/19, 2019/20 |
| Beker van Oekraïne           | 1x               | 2018/19          |
| Oekraïense supercup          | 1x               | 2021             |
| Brazilië –17                 |                  |                  |
| Zuid-Amerikaans kampioen –17 | 1x               | 2017             |